# 王尧 (藏学家)
王尧（1928年3月—2015年12月17日），中国藏学家，中央民族大学藏学教授、藏学研究院名誉院长。

## 生平
1928年3月王尧出生于江苏省涟水县，原在南京大学中文系就读，1951年初北上进入中央民族学院研习藏语文，师从藏学家于道泉，毕业后留校任教，是中央民族大学藏学研究所的创建人，任国务院参事、北京大学兼职教授、波恩大学《藏文历史文献》刊编委。

## 著作
王尧著有《宗喀巴评传》、《西藏文史考信集》、《敦煌本吐蕃历史文书增订本》、《王尧藏学研究文集》等著作。